# وزارة العدل
وزارة العدل أو وزارة العدالة أو وزارة العدل والحريات هي وزارة أو وكالة حكومية أخرى مسؤولة عن إقامة العدل. غالبًا ما يرأس الوزارة أوالقسم وزير العدل (وزير العدالة في بعض البلدان)، قد يسمى رئيس القسم النائب العام، على سبيل المثال في الولايات المتحدة. تعتبر موناك مثالاً عن دولة ليس بها وزارة للعدل، بل مديرية للخدمات القضائية (يرأسها: وزير العدل) الذي يشرف على إقامة العدل. مدينة الفاتيكان، وهي دولة خاضعة لسيادة الكرسي الرسولي، لا تمتلك هي الأخرى وزارة العدل. بدلاً من ذلك، تضم محافظة دولة الفاتيكان (يرأسها: رئيس محافظة دولة الفاتيكان)، الهيئة التشريعية للفاتيكان التي تضم مكتبًا قانونيًا.
حسب نظام الدولة، قد تقع الواجبات المحددة بتنظيم نظام العدالة، والإشراف على عاتق النائب العام ووكالات التحقيق الوطنية (مثل مكتب التحقيقات الفيدرالي الأمريكي)، والمحافظة على النظام القانوني والنظام العام. بعض الوزارات لديها مسؤوليات إضافية في مجالات السياسة المرتبطة مثل الإشراف على الانتخابات، وتوجيه الشرطة، وإصلاح القانون، وإدارة خدمات الهجرة والجنسية. في بعض البلدان يمكن فصل واجبات وزارة العدل عن مسؤوليات منفصلة للنائب العام (الذي غالبًا ما يكون مسؤولاً عن نظام العدالة) ووزير الداخلية (غالبًا ما يكون مسؤولاً عن النظام العام). في بعض الأحيان يتم فصل نظام السجون إلى إدارة حكومية أخرى تسمى الخدمات الإصلاحية، كما في المغرب نجد المندوبية العامة لإدارة السجون وإعادة الإدماج.

## المقالات والقوائم
| البلد أوالولاية أوالإقليم           | التقسيم دون الدولة                      | الوزارة                                                          | الوزير                                                     | قائمة  |
| ----------------------------------- | --------------------------------------- | ---------------------------------------------------------------- | ---------------------------------------------------------- | ------ |
| أفغانستان                           | أفغانستان                               | وزارة العدل                                                      | وزير العدل                                                 | قائمة  |
| ألبانيا                             | ألبانيا                                 | وزارة العدل                                                      | وزير العدل                                                 | قائمة  |
| الجزائر                             | الجزائر                                 | وزارة العدل                                                      | وزير العدل                                                 | قائمة  |
| أندورا                              | أندورا                                  | وزارة الشؤون الاجتماعية والعدل والداخلية في أندورا               | وزير الشؤون الاجتماعية والعدل والداخلية                    | قائمة  |
| أنغولا                              | أنغولا                                  | وزارة العدل وحقوق الإنسان ‏                                       | وزير العدل وحقوق الإنسان                                   | قائمة  |
| أنجويلا                             | أنجويلا                                 | دائرة النائب العام                                               | النائب العام                                               | قائمة  |
| أنتيغوا وباربودا                    | أنتيغوا وباربودا                        | وزارة العدل والشؤون القانونية ‏                                   | النائب العام ووزير العدل والشؤون القانونية                 | قائمة  |
| الأرجنتين                           | الأرجنتين                               | وزارة العدل وحقوق الإنسان (الأرجنتين)                            | وزير العدل وحقوق الإنسان                                   | قائمة  |
| أرمينيا                             | أرمينيا                                 | وزارة العدل                                                      | وزير العدل                                                 | قائمة  |
| أستراليا                            | أستراليا                                | دائرة النائب العام                                               | النائب العام لأستراليا                                     | قائمة  |
|                                     | إقليم العاصمة الأسترالية                | مديرية العدل وسلامة المجتمع                                      | النائب العام                                               | قائمة  |
| نيوساوث ويلز                        | دائرة النائب العام والعدل ‏              | النائب العام                                                     | قائمة                                                      |        |
| نيوساوث ويلز                        | دائرة النائب العام والعدل ‏              | وزير العدل                                                       | قائمة                                                      |        |
| جزيرة نورفولك                       | النائب العام                            | رئيس الوزراء                                                     |                                                            |        |
| الإقليم الشمالي (أستراليا)          | وزارة العدل والنائب العام               | النائب العام ووزير العدل                                         | قائمة                                                      |        |
| كوينزلاند                           | وزارة العدل والنائب العام               | النائب العام لولاية كوينزلاند                                    | قائمة                                                      |        |
| جنوب أستراليا                       | قسم النائب العام                        | النائب العام                                                     | قائمة                                                      |        |
| تاسمانيا                            | وزارة العدل والنائب العام               | النائب العام ووزير العدل                                         | قائمة ‏                                                     |        |
| فيكتوريا                            | وزارة العدل وأمن المجتمع ‏               | المدعي العام                                                     | قائمة                                                      |        |
| فيكتوريا                            | وزارة العدل وأمن المجتمع ‏               | وزير الإصلاحيات                                                  | قائمة                                                      |        |
| أستراليا الغربية                    | وزارة العدل                             | النائب العام                                                     | قائمة                                                      |        |
| النمسا                              | النمسا                                  | وزارة العدل                                                      | وزير العدل                                                 | قائمة  |
| أذربيجان                            | أذربيجان                                | وزارة العدل                                                      | وزير العدل                                                 | قائمة  |
| جزر البهاما                         | جزر البهاما                             | مكتب النائب العام ووزارة الشؤون القانونية (جزر البهاما) ‏         | النائب العام ووزير الشؤون القانونية                        | قائمة  |
| البحرين                             | البحرين                                 | وزارة العدل ‏                                                     | وزير العدل                                                 | قائمة ‏ |
| بنغلاديش                            | بنغلاديش                                | وزارة القانون والعدل والشؤون البرلمانية ‏                         | وزير القانون والعدل والشؤون البرلمانية                     | قائمة  |
| باربادوس                            | باربادوس                                | مكتب النائب العام ووزارة الشؤون القانونية                        | النائب العام                                               | قائمة ‏ |
| بيلاروس                             | بيلاروس                                 | وزارة العدل في جمهورية بيلاروسيا ‏                                | وزير العدل                                                 | قائمة  |
| بلجيكا                              | بلجيكا                                  | قاضي الخدمات الفيدرالية العامة ‏                                  | وزير العدل                                                 | قائمة  |
| بليز                                | بليز                                    | مكتب النائب العام                                                | النائب العام                                               | قائمة  |
| بنين                                | بنين                                    | وزارة العدل                                                      | وزير العدل                                                 | قائمة  |
| برمودا                              | برمودا                                  | دائرة النائب العام                                               | النائب العام ووزير الشؤون القانونية                        | قائمة  |
| بوتان                               | بوتان                                   | مكتب النائب العام                                                | النائب العام                                               | قائمة  |
| بوليفيا                             | بوليفيا                                 | وزارة العدل والشفافية المؤسسية                                   | وزير العدل والشفافية المؤسسية                              | قائمة  |
| البوسنة والهرسك                     | البوسنة والهرسك                         | وزارة العدل                                                      | وزير العدل                                                 | قائمة  |
| بوتسوانا                            | بوتسوانا                                | وزارة الدفاع والعدل والأمن ‏                                      | وزير الدفاع والعدل والأمن                                  | قائمة  |
| البرازيل                            | البرازيل                                | وزارة العدل والأمن العام ‏                                        | وزير العدل والأمن العام                                    | قائمة  |
| الجزر العذراء البريطانية            | الجزر العذراء البريطانية                | وزارة العدل                                                      | النائب العام                                               | قائمة  |
| بروناي                              | بروناي                                  | مكتب النائب العام                                                | النائب العام                                               | قائمة  |
| بلغاريا                             | بلغاريا                                 | وزارة العدل                                                      | وزير العدل                                                 | قائمة  |
| بوركينا فاسو                        | بوركينا فاسو                            | وزارة العدل                                                      | وزير العدل                                                 | قائمة  |
| بوروندي                             | بوروندي                                 | وزارة العدل                                                      | وزير العدل                                                 | قائمة  |
| كمبوديا                             | كمبوديا                                 | وزارة العدل                                                      | وزير العدل                                                 | قائمة  |
| الكاميرون                           | الكاميرون                               | وزارة العدل                                                      | وزير الدولة للعدل                                          | قائمة  |
| كندا                                | كندا                                    | وزارة العدل                                                      | وزير العدل والنائب العام لكندا                             | قائمة  |
|                                     | ألبرتا                                  | وزارة العدل والنائب العام                                        | النائب العام ووزير العدل                                   | قائمة  |
| كولومبيا البريطانية                 | وزارة العدل                             | النائب العام ووزير العدل                                         | قائمة                                                      |        |
| مانيتوبا                            | وزارة العدل (مانيتوبا)                  | النائب العام ووزير العدل                                         | قائمة                                                      |        |
| نيوبرونزويك                         | وزارة العدل (نيوبرونزويك)               | النائب العام ووزير العدل                                         | قائمة                                                      |        |
| نيوفندلاند ولابرادور                | وزارة العدل والسلامة العامة             | النائب العام ووزير العدل والسلامة العامة                         |                                                            |        |
| الأقاليم الشمالية الغربية           | وزارة العدل                             | وزير العدل                                                       |                                                            |        |
| نوفا سكوشا                          | وزارة العدل                             | النائب العام ووزير العدل والسلامة العامة                         |                                                            |        |
| نونافوت                             | وزارة العدل                             | وزير العدل                                                       |                                                            |        |
| أونتاريو                            | وزارة النائب العام                      | النائب العام                                                     | قائمة                                                      |        |
| جزيرة الأمير إدوارد                 | وزارة العدل والسلامة العامة             | النائب العام ووزير العدل والسلامة العامة                         |                                                            |        |
| كيبك                                | وزارة العدل                             | وزير العدل (كيبيك)                                               | قائمة                                                      |        |
| ساسكاتشوان                          | وزارة العدل                             | النائب العام ووزير العدل                                         |                                                            |        |
| يوكون                               | وزارة العدل                             | وزير العدل                                                       |                                                            |        |
| الرأس الأخضر                        | الرأس الأخضر                            | وزارة العدل والعمل                                               | وزير العدل والعمل                                          | قائمة  |
| جزر كايمان                          | جزر كايمان                              | مكتب مدير النيابات العامة                                        | مدير النيابات العامة                                       | قائمة  |
| جمهورية إفريقيا الوسطى              | جمهورية إفريقيا الوسطى                  | وزارة العدل وحقوق الإنسان                                        | وزير العدل وحقوق الإنسان                                   | قائمة  |
| تشاد                                | تشاد                                    | وزارة العدل                                                      | وزير العدل                                                 | قائمة  |
| تشيلي                               | تشيلي                                   | وزارة العدل وحقوق الإنسان ‏                                       | وزير العدل وحقوق الإنسان                                   | قائمة  |
| جمهورية الصين الشعبية               | جمهورية الصين الشعبية                   | وزارة العدل                                                      | وزير العدل                                                 | قائمة  |
| جمهورية الصين الشعبية               | جمهورية الصين الشعبية                   | النيابة الشعبية العليا ‏                                          | النائب العام                                               | قائمة  |
|                                     | هونغ كونغ                               | وزارة العدل                                                      | وزير العدل                                                 | قائمة  |
| ماكاو                               | أمانة الإدارة والعدل ‏                   | سكرتير الإدارة والعدل                                            | قائمة                                                      |        |
| جمهورية الصين (تايوان)              | جمهورية الصين (تايوان)                  | وزارة العدل                                                      | وزير العدل                                                 | قائمة  |
| كولومبيا                            | كولومبيا                                | وزارة العدل والقانون ‏                                            | وزير العدل والقانون                                        | قائمة  |
| جزر القمر                           | جزر القمر                               | وزارة العدل والشؤون الإسلامية والإدارة العامة وحقوق الإنسان      | وزير العدل والشؤون الإسلامية والإدارة العامة وحقوق الإنسان | قائمة  |
| جزر كوك                             | جزر كوك                                 | وزارة العدل                                                      | وزير العدل                                                 | قائمة  |
| كوستاريكا                           | كوستاريكا                               | وزارة العدل والسلام                                              | وزير العدل والسلام                                         | قائمة  |
| كرواتيا                             | كرواتيا                                 | وزارة العدل                                                      | وزير العدل                                                 | قائمة  |
| كوبا                                | كوبا                                    | وزارة العدل                                                      | وزير العدل                                                 | قائمة  |
| قبرص                                | قبرص                                    | وزارة العدل والنظام العام ‏                                       | وزير العدل والنظام العام                                   | قائمة  |
| التشيك                              | التشيك                                  | وزارة العدل                                                      | وزير العدل                                                 | قائمة  |
| جمهورية الكونغو الديمقراطية         | جمهورية الكونغو الديمقراطية             | وزارة العدل وحقوق الإنسان                                        | وزير العدل وحقوق الإنسان                                   | قائمة  |
| الدنمارك                            | الدنمارك                                | وزارة العدل                                                      | وزير العدل                                                 | قائمة  |
| جيبوتي                              | جيبوتي                                  | وزارة العدل والشؤون الجزائية                                     | وزير العدل والشؤون الجزائية                                | قائمة  |
| دومينيكا                            | دومينيكا                                | وزارة العدل والهجرة والأمن القومي ‏                               | وزير العدل والهجرة والأمن القومي                           | قائمة  |
| جمهورية الدومينيكان                 | جمهورية الدومينيكان                     | النائب العام للجمهورية (جمهورية الدومينيكان) ‏                    | النائب العام                                               | قائمة  |
| تيمور الشرقية                       | تيمور الشرقية                           | وزارة العدل                                                      | وزير العدل                                                 | قائمة  |
| الإكوادور                           | الإكوادور                               | وزارة العدل، حقوق الإنسان والأقليات                              | وزير العدل وحقوق الإنسان والأقليات                         | قائمة  |
| مصر                                 | مصر                                     | وزارة العدل                                                      | وزير العدل                                                 | قائمة  |
| السلفادور                           | السلفادور                               | النيابة العامة                                                   | النائب العام                                               | قائمة  |
| غينيا الاستوائية                    | غينيا الاستوائية                        | وزارة العدل ومؤسسات العبادة والسجون                              | وزير العدل، العبادة والمؤسسات الإصلاحية                    | قائمة  |
| إريتريا                             | إريتريا                                 | وزارة العدل                                                      | وزير العدل                                                 | قائمة  |
| إستونيا                             | إستونيا                                 | وزارة العدل                                                      | وزير العدل                                                 | قائمة  |
| إثيوبيا                             | إثيوبيا                                 | مكتب النائب العام الاتحادي                                       | النائب العام الاتحادي                                      | قائمة  |
| الاتحاد الأوروبي                    | الاتحاد الأوروبي                        | المديرية العامة للعدل والمواطنة ‏                                 | مفوض العدل والحقوق الأساسية والمواطنة                      | قائمة  |
| جزر فارو                            | جزر فارو                                | وزارة الشؤون الداخلية                                            | وزير الداخلية                                              | قائمة  |
| فيجي                                | فيجي                                    | مكتب النائب العام                                                | النائب العام ووزير العدل                                   | قائمة ‏ |
| فنلندا                              | فنلندا                                  | وزارة العدل                                                      | وزير العدل                                                 | قائمة  |
| فرنسا                               | فرنسا                                   | وزارة العدل                                                      | وزير العدل                                                 | قائمة  |
| الغابون                             | الغابون                                 | وزارة العدل                                                      | وزير العدل                                                 | قائمة  |
| غامبيا                              | غامبيا                                  | وزارة العدل                                                      | وزير العدل                                                 | قائمة  |
| جورجيا                              | جورجيا                                  | وزارة العدل                                                      | وزير العدل                                                 | قائمة  |
|                                     | أبخازيا                                 | وزارة العدل                                                      | وزير العدل                                                 | قائمة  |
|                                     | أوسيتيا الجنوبية                        | وزارة العدل                                                      | وزير العدل                                                 | قائمة  |
| ألمانيا                             | ألمانيا                                 | وزارة العدل الفيدرالية                                           | وزير العدل                                                 | قائمة  |
| غانا                                | غانا                                    | وزارة العدل والنائب العام ‏                                       | النائب العام                                               | قائمة  |
| جبل طارق                            | جبل طارق                                | مكتب النائب العام                                                | النائب العام ومدير النيابة العامة                          | قائمة  |
| اليونان                             | اليونان                                 | وزارة العدل والشفافية وحقوق الإنسان                              | وزير العدل والشفافية وحقوق الإنسان                         | قائمة  |
| جرينلاند                            | جرينلاند                                | وزارة العدل                                                      | وزير العدل                                                 |        |
| غرينادا                             | غرينادا                                 | مكتب النائب العام                                                | النائب العام                                               | قائمة  |
| غوام                                | غوام                                    | مكتب النائب العام                                                | النائب العام                                               | قائمة  |
| غواتيمالا                           | غواتيمالا                               | النيابة العامة                                                   | النائب العام                                               | قائمة  |
| غينيا                               | غينيا                                   | وزارة العدل                                                      | وزير العدل                                                 | قائمة  |
| غينيا بيساو                         | غينيا بيساو                             | وزارة العدل                                                      | وزير العدل                                                 | قائمة  |
| غويانا                              | غويانا                                  | وزارة الشؤون القانونية ودائرة النائب العام                       | النائب العام ووزير الشؤون القانونية                        | قائمة  |
| هايتي                               | هايتي                                   | وزارة العدل والأمن العام                                         | وزير العدل والأمن العام                                    | قائمة  |
| هندوراس                             | هندوراس                                 | وزارة حقوق الإنسان والعدل والحكم واللامركزية                     | وزير حقوق الإنسان والعدل والحكم واللامركزية                | قائمة  |
| المجر                               | المجر                                   | وزارة العدل                                                      | وزير الادارة والعدل ‏                                       | قائمة  |
| آيسلندا                             | آيسلندا                                 | وزارة العدل وحقوق الإنسان                                        | وزير الداخلية                                              | قائمة  |
| الهند                               | الهند                                   | وزارة القانون والعدل                                             | وزير القانون والعدل ‏                                       | قائمة ‏ |
| إندونيسيا                           | إندونيسيا                               | وزارة القانون وحقوق الإنسان ‏                                     | وزير العدل وحقوق الإنسان                                   | قائمة  |
| إندونيسيا                           | إندونيسيا                               | مكتب النائب العام                                                | النائب العام                                               | قائمة  |
| إيران                               | إيران                                   | وزارة العدل                                                      | النائب العام ووزير العدل                                   | قائمة  |
| العراق                              | العراق                                  | وزارة العدل                                                      | وزير العدل                                                 | قائمة  |
| جمهورية أيرلندا                     | جمهورية أيرلندا                         | وزارة العدل                                                      | وزير العدل ‏                                                | قائمة ‏ |
| جزيرة مان                           | جزيرة مان                               | النائب العام                                                     | وزارة العدل (المملكة المتحدة)                              | قائمة  |
| إسرائيل                             | إسرائيل                                 | وزارة العدل                                                      | وزير العدل                                                 | قائمة  |
| فلسطين                              | فلسطين                                  | وزارة العدل                                                      | وزير العدل                                                 | قائمة  |
| إيطاليا                             | إيطاليا                                 | وزارة العدل                                                      | وزير العدل                                                 | قائمة ‏ |
| ساحل العاج                          | ساحل العاج                              | وزارة العدل وحقوق الإنسان                                        | وزير العدل وحقوق الإنسان                                   | قائمة  |
| جامايكا                             | جامايكا                                 | وزارة العدل                                                      | وزير العدل                                                 | قائمة  |
| اليابان                             | اليابان                                 | وزارة العدل                                                      | وزير العدل                                                 | قائمة  |
| الأردن                              | الأردن                                  | وزارة العدل                                                      | وزير العدل                                                 | قائمة  |
| كازاخستان                           | كازاخستان                               | وزارة العدل                                                      | وزير العدل                                                 | قائمة  |
| كينيا                               | كينيا                                   | مكتب النائب العام ووزارة العدل                                   | النائب العام                                               | قائمة  |
| كيريباتي                            | كيريباتي                                | وزارة العدل                                                      | وزير العدل                                                 | قائمة  |
| كوريا الجنوبية                      | كوريا الجنوبية                          | وزارة العدل                                                      | وزير العدل                                                 | قائمة  |
| قرغيزستان                           | قرغيزستان                               | وزارة العدل                                                      | وزير العدل                                                 | قائمة  |
| الكويت                              | الكويت                                  | وزارة العدل                                                      | وزير العدل                                                 | قائمة  |
| لاوس                                | لاوس                                    | وزارة العدل                                                      | وزير العدل                                                 | قائمة  |
| لاتفيا                              | لاتفيا                                  | وزارة العدل                                                      | وزير العدل                                                 | قائمة  |
| لبنان                               | لبنان                                   | وزارة العدل                                                      | وزير العدل                                                 | قائمة  |
| ليسوتو                              | ليسوتو                                  | وزارة العدل وحقوق الإنسان والخدمات الإصلاحية                     | وزير العدل وحقوق الإنسان والخدمات الإصلاحية                | قائمة  |
| ليبيريا                             | ليبيريا                                 | وزارة العدل                                                      | وزير العدل النائب العام                                    | قائمة  |
| ليبيا                               | ليبيا                                   | وزارة العدل                                                      | وزير العدل                                                 | قائمة  |
| ليختنشتاين                          | ليختنشتاين                              | وزارة الخارجية والعدل والثقافة                                   | وزير الخارجية والعدل والثقافة                              | قائمة  |
| ليتوانيا                            | ليتوانيا                                | وزارة العدل                                                      | وزير العدل                                                 | قائمة  |
| لوكسمبورغ                           | لوكسمبورغ                               | وزارة العدل                                                      | وزير العدل                                                 | قائمة  |
| مقدونيا                             | مقدونيا                                 | وزارة العدل                                                      | وزير العدل                                                 | قائمة  |
| مدغشقر                              | مدغشقر                                  | وزارة العدل                                                      | وزير العدل                                                 | قائمة  |
| مالاوي                              | مالاوي                                  | وزارة العدل والشؤون الدستورية                                    | وزير العدل والشؤون الدستورية                               | قائمة  |
| جزر المالديف                        | جزر المالديف                            | وزارة القانون والجنس ‏                                            | النائب العام ووزير القانون والجنس                          | قائمة  |
| مالي                                | مالي                                    | وزارة العدل وحقوق الإنسان                                        | وزير العدل وحقوق الإنسان                                   | قائمة  |
| مالطا                               | مالطا                                   | وزارة العدل                                                      | وزير العدل                                                 | قائمة  |
| جزر مارشال                          | جزر مارشال                              | وزارة العدل والهجرة والعمل                                       | وزير العدل والهجرة والعمل                                  | قائمة  |
| موريتانيا                           | موريتانيا                               | وزارة العدل                                                      | وزير العدل                                                 | قائمة  |
| موريشيوس                            | موريشيوس                                | مكتب النائب العام ووزارة العدل وحقوق الإنسان والإصلاحات المؤسسية | النائب العام ووزير العدل                                   | قائمة  |
| المكسيك                             | المكسيك                                 | مكتب النائب العام                                                | النائب العام                                               | قائمة  |
| ميكرونيسيا                          | ميكرونيسيا                              | وزارة العدل                                                      | وزير العدل                                                 | قائمة  |
| مولدوفا                             | مولدوفا                                 | وزارة العدل                                                      | وزير العدل                                                 | قائمة  |
|                                     | ترانسنيستريا                            | وزارة العدل                                                      | وزير العدل                                                 | قائمة  |
| منغوليا                             | منغوليا                                 | وزارة العدل والشؤون الداخلية                                     | وزير العدل والشؤون الداخلية                                | قائمة  |
| الجبل الأسود                        | الجبل الأسود                            | وزارة العدل                                                      | وزير العدل                                                 | قائمة  |
| مونتسرات                            | مونتسرات                                | مكتب النائب العام                                                | النائب العام                                               | قائمة  |
| المغرب                              | المغرب                                  | وزارة العدل (وزارة العدل والحريات سابقاً)                         | وزير العدل                                                 | قائمة  |
|                                     | الجمهورية العربية الصحراوية الديمقراطية | وزارة العدل والشؤون الدينية                                      | وزير العدل والشؤون الدينية                                 | قائمة  |
| موزمبيق                             | موزمبيق                                 | وزارة العدل والشؤون الدستورية والدينية                           | وزير العدل والشؤون الدستورية والدينية                      | قائمة  |
| ميانمار                             | ميانمار                                 | مكتب النائب العام ‏                                               | النائب العام                                               | قائمة  |
| ناميبيا                             | ناميبيا                                 | وزارة العدل                                                      | النائب العام ووزير العدل                                   | قائمة  |
| ناورو                               | ناورو                                   | وزارة العدل ومراقبة الحدود                                       | وزير العدل ومراقبة الحدود (ناورو)                          | قائمة  |
| نيبال                               | نيبال                                   | وزارة القانون والعدل والشؤون البرلمانية                          | وزير العدل                                                 | قائمة  |
| هولندا                              | هولندا                                  | وزارة العدل والأمن ‏                                              | وزير العدل والأمن ‏                                         | قائمة  |
|                                     | بونير                                   | دائرة النيابة العامة                                             | النائب العام                                               | قائمة  |
| سابا                                |                                         | دائرة النيابة العامة                                             | النائب العام                                               | قائمة  |
| سينت أوستاتيوس                      |                                         | دائرة النيابة العامة                                             | النائب العام                                               | قائمة  |
| أروبا                               | وزارة العدل والأمن والتكامل             | وزير العدل والأمن والتكامل                                       | قائمة                                                      |        |
| كوراساو                             | وزارة العدل                             | وزير العدل                                                       | قائمة                                                      |        |
| سينت مارتن                          | وزارة العدل                             | وزير العدل                                                       | قائمة                                                      |        |
| نيوزيلندا                           | نيوزيلندا                               | وزارة العدل                                                      | وزير العدل                                                 | قائمة  |
| نيكاراجوا                           | نيكاراجوا                               | النيابة العامة                                                   | النائب العام                                               | قائمة  |
| النيجر                              | النيجر                                  | وزارة العدل                                                      | وزير العدل                                                 | قائمة  |
| نيجيريا                             | نيجيريا                                 | وزارة العدل                                                      | النائب العام للاتحاد ووزير جمهورية نيجيريا الاتحادية       | قائمة  |
| نييوي                               | نييوي                                   | وزارة العدل                                                      | وزير العدل (وزارة الخدمات الاجتماعية)                      | قائمة  |
| النرويج                             | النرويج                                 | وزارة العدل والأمن العام ‏                                        | وزير العدل والأمن العام ‏                                   | قائمة  |
| سلطنة عمان                          | سلطنة عمان                              | وزارة العدل                                                      | وزير العدل                                                 | قائمة  |
| باكستان                             | باكستان                                 | وزارة القانون والعدل وحقوق الإنسان                               | وزير القانون والعدل وحقوق الإنسان                          | قائمة  |
| بالاو                               | بالاو                                   | وزارة العدل                                                      | وزير العدل                                                 | قائمة  |
| بنما                                | بنما                                    | وزارة الحكومة (وزارة الحكومة والعدل سابقًا)                       | وزير الحكومة                                               | قائمة  |
| بابوا غينيا الجديدة                 | بابوا غينيا الجديدة                     | وزارة العدل والنائب العام                                        | النائب العام ووزير العدل                                   | قائمة  |
| باراغواي                            | باراغواي                                | وزارة العدل                                                      | وزير العدل                                                 | قائمة  |
| بيرو                                | بيرو                                    | وزارة العدل                                                      | وزير العدل                                                 | قائمة  |
| الفلبين                             | الفلبين                                 | وزارة العدل                                                      | وزير العدل                                                 | قائمة  |
| بولندا                              | بولندا                                  | وزارة العدل                                                      | وزير العدل                                                 | قائمة  |
| البرتغال                            | البرتغال                                | وزارة العدل                                                      | وزير العدل                                                 | قائمة  |
| قطر                                 | قطر                                     | وزارة العدل                                                      | وزير العدل                                                 | قائمة  |
| جمهورية الكونغو                     | جمهورية الكونغو                         | وزارة العدل                                                      | وزير العدل                                                 | قائمة  |
| رومانيا                             | رومانيا                                 | وزارة العدل                                                      | وزير العدل                                                 | قائمة  |
| روسيا                               | روسيا                                   | وزارة العدل                                                      | وزير العدل                                                 | قائمة  |
|                                     | القرم                                   | مكتب المدعي العام                                                | المدعي العام                                               | قائمة  |
| رواندا                              | رواندا                                  | وزارة العدل                                                      | وزير العدل                                                 | قائمة  |
| سانت كيتس ونيفيس                    | سانت كيتس ونيفيس                        | وزارة النائب العام والعدل والشؤون القانونية والاتصالات           | النائب العام                                               | قائمة  |
| سانت لوسيا                          | سانت لوسيا                              | وزارة الشؤون القانونية                                           | وزير الشؤون القانونية                                      | قائمة  |
| سانت فينسنت والغرينادين             | سانت فينسنت والغرينادين                 | وزارة الشؤون القانونية                                           | وزير الشؤون القانونية                                      | قائمة  |
| ساموا                               | ساموا                                   | وزارة العدل وإدارة المحاكم                                       | وزير العدل وإدارة المحاكم                                  | قائمة  |
| سان مارينو                          | سان مارينو                              | دائرة الشؤون المؤسسية والعدل                                     | كتابة الدولة للعدل والمعلومات والبحوث                      | قائمة  |
| ساو تومي وبرينسيب                   | ساو تومي وبرينسيب                       | وزارة العدل والإدارة الداخلية وحقوق الإنسان                      | وزير العدل والإدارة العامة وحقوق الإنسان                   | قائمة  |
| السعودية                            | السعودية                                | وزارة العدل                                                      | وزير العدل                                                 | قائمة  |
| السنغال                             | السنغال                                 | وزارة العدل                                                      | وزير العدل                                                 | قائمة  |
| صربيا                               | صربيا                                   | وزارة العدل                                                      | وزير العدل                                                 | قائمة  |
|                                     | كوسوفو                                  | وزارة العدل                                                      | وزير العدل                                                 | قائمة  |
| سيشل                                | سيشل                                    | قسم الشؤون القانونية                                             | النائب العام                                               | قائمة  |
| سيراليون                            | سيراليون                                | مكتب النائب العام ووزارة العدل                                   | النائب العام ووزير العدل                                   | قائمة  |
| سنغافورة                            | سنغافورة                                | غرف النائب العام وزارة القانون                                   | النائب العام وزيرا للقانون ‏                                | قائمة  |
| سلوفاكيا                            | سلوفاكيا                                | وزارة العدل                                                      | وزير العدل                                                 | قائمة  |
| سلوفينيا                            | سلوفينيا                                | وزير العدل                                                       | وزارة العدل                                                | قائمة  |
| جزر سليمان                          | جزر سليمان                              | وزارة العدل والشؤون القانونية                                    | وزير العدل والشؤون القانونية                               | قائمة  |
| الصومال                             | الصومال                                 | وزارة العدل                                                      | وزير العدل                                                 | قائمة  |
|                                     | الصومال                                 | وزارة العدل                                                      | وزير العدل                                                 | قائمة  |
| جنوب إفريقيا                        | جنوب إفريقيا                            | وزارة العدل والتطوير الدستوري ‏                                   | وزير العدل والتنمية الدستورية                              | قائمة ‏ |
| جنوب السودان                        | جنوب السودان                            | وزارة العدل                                                      | وزير العدل                                                 | قائمة  |
| إسبانيا                             | إسبانيا                                 | وزارة العدل                                                      | وزير العدل                                                 | قائمة  |
| سريلانكا                            | سريلانكا                                | وزارة العدل والإصلاح القانوني ‏                                   | وزير العدل                                                 | قائمة  |
| السودان                             | السودان                                 | وزارة العدل                                                      | وزير العدل                                                 | قائمة  |
| سورينام                             | سورينام                                 | وزارة العدل والشرطة                                              | وزير العدل والشرطة                                         | قائمة  |
| سوازيلاند                           | سوازيلاند                               | وزارة العدل والشؤون الدستورية                                    | وزير العدل والشؤون الدستورية                               | قائمة  |
| السويد                              | السويد                                  | وزارة العدل                                                      | وزير العدل                                                 | قائمة  |
| سويسرا                              | سويسرا                                  | وزارة العدل والشرطة الاتحادية ‏                                   | رئيس وزارة العدل والشرطة الاتحادية                         | قائمة  |
| سوريا                               | سوريا                                   | وزارة العدل                                                      | وزير العدل                                                 | قائمة  |
| طاجيكستان                           | طاجيكستان                               | وزارة العدل                                                      | وزير العدل                                                 | قائمة  |
| تنزانيا                             | تنزانيا                                 | وزارة العدل والشؤون الدستورية                                    | وزير العدل والشؤون الدستورية                               | قائمة  |
| تايلاند                             | تايلاند                                 | وزارة العدل                                                      | وزير العدل                                                 | قائمة  |
| توغو                                | توغو                                    | وزارة العدل وحقوق الإنسان                                        | وزير العدل وحقوق الإنسان                                   | قائمة  |
| تونغا                               | تونغا                                   | وزارة العدل                                                      | وزير العدل                                                 | قائمة  |
| ترينيداد وتوباغو                    | ترينيداد وتوباغو                        | مكتب النائب العام                                                | النائب العام ووزير الشؤون القانونية                        | قائمة ‏ |
| تونس                                | تونس                                    | وزارة العدل                                                      | وزير العدل                                                 | قائمة  |
| تركيا                               | تركيا                                   | وزارة العدل                                                      | وزير العدل                                                 | قائمة  |
| تركمانستان                          | تركمانستان                              | وزارة العدل                                                      | وزير العدل                                                 | قائمة  |
| جزر توركس وكايكوس                   | جزر توركس وكايكوس                       | مكتب النائب العام                                                | النائب العام                                               | قائمة  |
| توفالو                              | توفالو                                  | مكتب النائب العام                                                | النائب العام                                               | قائمة  |
| أوغندا                              | أوغندا                                  | وزارة العدل والشؤون الدستورية ‏                                   | وزير العدل                                                 | قائمة  |
| أوكرانيا                            | أوكرانيا                                | وزارة العدل                                                      | وزير العدل                                                 | قائمة  |
| الإمارات العربية المتحدة            | الإمارات العربية المتحدة                | وزارة العدل                                                      | وزير العدل                                                 | قائمة  |
| المملكة المتحدة                     | المملكة المتحدة                         | وزارة العدل                                                      | السيد مستشار وزير الدولة لشؤون العدل                       | قائمة ‏ |
|                                     | أيرلندا الشمالية                        | وزارة العدل                                                      | وزير العدل                                                 | قائمة  |
| مكتب النائب العام لأيرلندا الشمالية | أيرلندا الشمالية                        | النائب العام لأيرلندا الشمالية ‏                                  | قائمة                                                      |        |
| إسكتلندا                            | مديريات التعليم والعدل                  | أمين مجلس الوزراء للعدل                                          | قائمة                                                      |        |
| ويلز                                |                                         | المستشار العام                                                   | قائمة                                                      |        |
| الولايات المتحدة                    | الولايات المتحدة                        | وزارة العدل (الولايات المتحدة)                                   | النائب العام                                               | قائمة  |
|                                     | ساموا الأمريكية                         | قسم الشؤون القانونية                                             | النائب العام                                               | قائمة  |
| جزر ماريانا الشمالية                | مكتب النائب العام                       | النائب العام                                                     | قائمة                                                      |        |
| بورتوريكو                           | وزارة العدل                             | النائب العام ووزير العدل                                         | قائمة                                                      |        |
| جزر العذراء الأمريكية               | وزارة العدل                             | النائب العام                                                     | قائمة                                                      |        |
| أوزبكستان                           | أوزبكستان                               | وزارة العدل                                                      | وزير العدل                                                 | قائمة  |
| فانواتو                             | فانواتو                                 | وزارة العدل                                                      | وزير العدل                                                 | قائمة  |
| فنزويلا                             | فنزويلا                                 | وزارة السلطة الشعبية للعلاقات الداخلية والعدل والسلام ‏           | وزير السلطة الشعبية للعلاقات الداخلية والعدل والسلام       | قائمة  |
| فيتنام                              | فيتنام                                  | وزارة العدل                                                      | وزير العدل                                                 | قائمة  |
| اليمن                               | اليمن                                   | وزارة العدل                                                      | وزير العدل                                                 | قائمة  |
| زامبيا                              | زامبيا                                  | وزارة العدل                                                      | وزير العدل                                                 | قائمة  |
| زيمبابوي                            | زيمبابوي                                | وزارة العدل والشؤون القانونية ‏                                   | وزير العدل                                                 | قائمة  |

## تاريخ
- وزارة العدل (الإمبراطورية الصينية) [الإنجليزية]: وزارة حكومية صينية بين أسرتي سووي وشينغ
- وزارة العدل (اليابان ما قبل الحديثة) [الإنجليزية]: وزارة حكومية يابانية بين فترتي أسوكا وميجي
- وزارة العدل (الاتحاد السوفيتي) [الإنجليزية]: وزارة حكومية لاتحاد الجمهوريات الاشتراكية السوفياتية كانت موجودة من عام 1923 إلى عام 1991
- وزارة العدل (يوغوسلافيا) [الإنجليزية]: وزارة العدل المسؤولة عن النظام القضائي لكل من: مملكة يوغوسلافيا (1918-1945)، جمهورية يوغوسلافيا الاتحادية الاشتراكية (1945-1992)، وفترة يوغوسلافيا الاتحادية (1992-2003)